# Де Вален
Де Вален (хол. De Wallen) је највећа и најпознатија четврт где проститутке нуде своје услуге. Налази се у Амстердаму, главном граду Холандије. Састоји се од више улица које садрже око три стотине кабина које закупљују проститутке и нуде своје сексуалне услуге иза прозора или стаклених врата. Кварт је обично осветљен са црвеним светлима, због чега се још назива улица црвених фењера или четврт црвених фењера.
Као један од најстаријих делова града, Де Вален има архитектуру и распоред који је типичан за 14. век у Амстердаму. Иако су касније изграђене нове зграде и објекти, доста је сачуван стари изглед тог дела града. У четврти такође има велики број сексуалних радњи и шопова, позоришта, музеја и један број кафића који продају марихуану (у Холандији је марихуана легализована, као и проституција). Де Вален је значајан за туризам града и представља једну од туристичких атракција.
Поред њега, постоји још сличних четврти попут Сингелгебида и Ријсдалкадеа. Од свих ових Де Вален је најстарија и највећа четврт.